# オコテペケ県
オコテペケ県（スペイン語: Departamento de Ocotepeque）は、ホンジュラスの県。エルサルバドルおよびグアテマラの国境に位置する。1906年、コパン県から分離された。県都は中心都市のオコテペケである。
総面積は1680平方キロ、人口は11万8558人（2005年推計）である。

## 隣接する県
- コパン県
- レンピーラ県
- チャラテナンゴ県
- チキムラ県

## 下位行政区
県は下記の16市からなる。
1. ベレン・グアルチョ (Belén Gualcho)
2. コンセプシオン (Concepción)
3. ドローレス・メレンドン (Dolores Merendon)
4. フラテルニダ (Fraternidad)
5. ラ・エンカルナシオン (La Encarnación)
6. ラ・ラボール (La Labor)
7. ルセルナ (Lucerna)
8. メルセデス (Mercedes)
9. オコテペケ (Ocotepeque)
10. サン・フェルナンド (San Fernando)
11. サン・フランシスコ・デル・バジェ (San Francisco del Valle)
12. サン・ホルヘ (San Jorge)
13. サン・マルコス (San Marcos)
14. サンタ・フェ (Santa Fé)
15. センセンティ (Sensenti)
16. シヌアパ (Sinuapa)